# Litsea lancilimba
Litsea lancilimba är en lagerväxtart som beskrevs av Elmer Drew Merrill. Litsea lancilimba ingår i släktet Litsea och familjen lagerväxter. Inga underarter finns listade i Catalogue of Life.